# Route nationale 930 (Belgique)
Pour les articles homonymes, voir Route 930.
La route nationale 930 est une route nationale de Belgique de 14,5 kilomètres divisée en deux parties par la N90 le premier tronçon relie Vitrival à 
Auvelais où elle emprunte la N90 pour rejoindre le second tronçon de Jemeppe-sur-Sambre à Onoz

## Description du tracé

### Communes sur le parcours
- Région wallonne
  -  Province de Namur
    - Vitrival (Fosses-la-Ville)
    - Falisolle
    - Auvelais
    - Jemeppe-sur-Sambre
    - Onoz